# カカオエンターテインメント
カカオエンターテインメント（朝: 카카오엔터테인먼트、英: Kakao Entertainment）は、韓国の総合エンターテインメント企業である。前身会社は、カカオページ（朝: 카카오페이지、英: KakaoPage）及びカカオM（朝: 카카오M、英: KakaoM）。キャッチコピーは「Entertain Different」。
韓国最大のストリーミングサービス「MelOn」、K-POPメディア「1theK（ワンザケイ、朝: 원더케이）」の運営や、「Play Mエンターテインメント」、「STARSHIPエンターテインメント」を始めとする芸能事務所のレーベル化を通じて、多方面での音楽事業を展開している。
2021年3月2日、ウェブコミック配信を手掛けるカカオページが、同じくカカオ傘下で音楽事業を展開するカカオMを吸収合併したことで、新たなグローバルエンターテインメント企業として発足した。

## 沿革
ソウルレコード（1978年） 〜 カカオM（2021年）

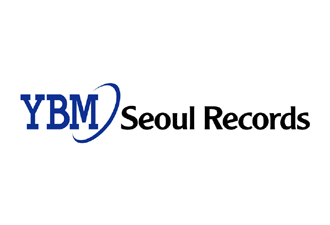
YBMソウルレコードのロゴ

1978年10月、『ソウルレコード（朝: 서울음반）』として設立される。
1984年、アルバムの生産と配布を開始。
1999年、インターネットショッピングサイトを運営やアルバムの販売を開始。
2000年、『YBMソウルレコード（朝: YBM 서울음반）』へと社名を変更。
2004年10月、音楽配信サイト「MelOn」を開設。

2005年5月、韓国最大の携帯電話事業者SKテレコムによって買収され、SKグループの傘下となる。

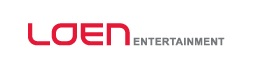
LOENエンターテインメントのロゴ

2008年3月、「LOENエンターテインメント（朝: 로엔 엔터테인먼트）」へと社名を変更。社名に含まれる「LOEN」には、「Live On Entertainment Networks」と「Love + Entertainment」の二つの意味が込められている。
2012年、芸能マネージメント分野へ事業を拡大。
2013年7月、アジア最大のプライベート・エクイティ・ファンドであるアフィニティ・エクイティ・パートナーズの子会社スター・インベスト・ホールディングスによって買収される。
2014年3月、LOEN MUSICの名称を「1theK」へ変更。

2016年1月11日、カカオトークを運営する韓国のインターネットサービス会社カカオによって買収され、カカオグループの傘下となる。

カカオMのロゴ。キャッチコピーは「We Entertain」

2018年3月23日、『カカオM（朝: 카카오M、英: KakaoM）』へと社名を変更。社名に含まれる「M」は、「Music」、「Media」、「MelOn」の頭文字に由来する。
2018年9月1日、カカオMをカカオに吸収合併し、カカオMは上場廃止。
2018年9月3日、「EN Company（朝: 주식회사 이엔컴퍼니）」（2018年8月設立）が『カカオM（朝: 카카오M、英: KakaoM）』に社名を変更。
2018年11月、カカオがカカオMにカカオM事業の営業権を譲渡。
2019年1月2日、元CJ ENM代表取締役のキム・ソンスを代表取締役に任命。
ポドツリー（2010年） 〜 カカオページ（2021年）
2010年7月20日、モバイルコンテンツのソフトウェアの開発と販売を事業目的にとして「ポドツリー（朝: 주식회사 포도트리）」を設立。
2018年2月、バリューポーション（朝: ㈜밸류포션）」を吸収合併
2018年4月、カカオのカカオページ事業部門をポドツリーに現物出資契約により譲渡。
2018年8月1日、ポドツリーを「カカオページ（朝: ㈜카카오페이지）」へ社名変更。

### カカオエンターテインメント
2021年3月2日、同じくカカオ傘下で、ウェブコミックの配信を手掛けるカカオページによって吸収合併され、総合エンターテインメント企業『カカオエンターテインメント（朝: 카카오엔터테인먼트、英: Kakao Entertainment）』に社名変更。社内カンパニーとして、「エム・カンパニー」と「ページ・カンパニー」を新設。
2021年7月、カカオが「MelOn Company（朝: (주)멜론컴퍼니）」を分社化。
2021年9月、MelOn Companyをカカオエンターテインメントへ吸収合併。

## 事業
- Kakao Page - ウェブトゥーン＆ウェブ小説のプラットフォーム
- Daum WEBTOON - ウェブトゥーンプラットフォーム
- MelOn - 音楽ストリーミング配信サービス
- MelOn Music Awards - MBCプラスと合同で主催する音楽授賞式
- 1theK - K-POPメディア

## 子会社
- KROSS PICTURES (朝: 크로스픽쳐스(주)) - ドラマ・映画制作会社
- FLEX M（朝: (주)플렉스엠）- 芸能事務所
- IST エンターテインメント（朝: 아이에스티엔터테인먼트） - 芸能事務所
- STARSHIPエンターテインメント（朝: (주)스타쉽엔터테인먼트） - 芸能事務所
  - SHOWNOTE（朝: (주)쇼노트） - ライブ企画会社
  - HIGHLINEエンターテインメント（朝: (주)하이라인엔터테인먼트） - 芸能事務所
- EDAMエンターテインメント（朝: (주)이담엔터테인먼트） - 芸能事務所
- High Upエンターテインメント（朝: (주)하이업엔터테인먼트）
- awesome.ent（朝: (주)어썸이엔티） - 芸能事務所
- BHエンターテインメント（朝: (주)비에이치엔터테인먼트） - 芸能事務所
- VAST（朝: (주)브이에이에스티） - 芸能事務所
- J,WIDEカンパニー（朝: (주)제이와이드컴퍼니	） - 芸能事務所
- マネジメントSOOP（朝: (주)숲엔터테인먼트） - 芸能事務所
- E&T STORYエンターテインメント（朝: (주)이앤티스토리엔터테인먼트） - 芸能事務所
- READYエンターテインメント（朝: (주)레디엔터테인먼트） - モデル事務所
- *SHANGHAI READY ENTERTAINMENT CO,. LTD
- Story & Pictures Media（朝: (주)글앤그림미디어） - ドラマ制作会社
- LOGOS FILM（朝: 로고스필름(주)） - ドラマ制作会社
- MEGA MONSTER（朝: 메가몬스터(주)） - ドラマ制作・芸能番組会社
- BARAM PICTURES（朝: (주)바람픽쳐스） - 映画・ドラマ制作会社
- SANAI PICTURES（朝: (주)사나이픽처스） - 映画制作会社
- 映画社月光（朝: (주)영화사월광） - 映画制作会社
- 破壊研究所（朝: (주)파괴연구소） - 映像制作会社
- GRAYGO（旧KRISPY STUDIO株式会社）（朝: (주)그레이고） - Eコマース・マーケティング会社
  - メゾン・ド・バッハ（朝: (주)메종드바하） - スタイリスト会社
- NeoBazar（朝: (주)네오바자르） - NeoBazarの運営
  - PT. Neo Bazar Indonesia
- Daon Creative（朝: (주)다온크리에이티브） - ウェブ漫画・小説制作会社
  - 北京达蕴文化传播有限公司（Beijing DaYun Culture Communication）
- BATTLEエンターテインメント（朝: (주)배틀엔터테인먼트） - BattleComicsの運営
- SAMYANG C&C（朝: (주)삼양씨앤씨） - ウェブ小説・ウェブトゥーン制作会社
- RS MEDIA（朝: (주)알에스미디어） - ウェブニュース・ウェブトゥーン制作会社
- intime（朝: (주)인타임）  - ウェブ漫画・小説マネージメント会社
- KWBOOKS（朝: (주)케이더블유북스） - 出版社
- Soundistエンターテインメント（朝: (주)사운디스트엔터테인먼트） - ウェブ小説をベースとした音声コンテンツ制作会社
- Feelyeon Management（朝: (주)필연매니지먼트） - ウェブ小説制作会社
- HongKong TXKP Limited
  - Chengdu Podoteng Technology Co., Ltd.
- PT. Path Mobile Indonesia
- Tapas Media, Inc. - 「Tapas」の運営[15]
  - Tapas Korea（朝: (주)타파스미디어코리아）
- Radish Media, Inc.（99.14％）[16] - 連載小説アプリ「Radish」の運営